# Route 172 (Québec)
Die Route 172 ist eine Nationalstraße (Route nationale) der kanadischen Provinz Québec und führt durch die Verwaltungsregionen Côte-Nord und Saguenay–Lac-Saint-Jean.

## Streckenbeschreibung
Die 169,1 km lange Überlandstraße verbindet die Route 138 nördlich von Tadoussac mit Saguenay und endet nördlich von Alma an der Route 169. Die Fernstraße verläuft in überwiegend westlicher Richtung parallel zum Nordufer des Saguenay-Fjords und anschließend nördlich des Flusslaufs des Rivière Saguenay. Der östliche Straßenabschnitt trägt auch die Bezeichnung Route de Tadoussac.